# 에드문트 하이네스

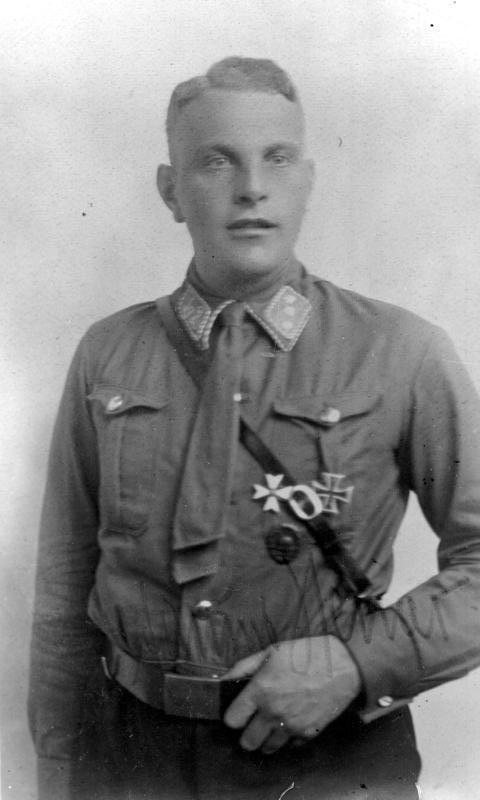
에드문트 하이네스

에드문트 하이네스(독일어: Edmund Heines, 1897년 7월 21일 ~ 1934년 6월 30일)는 독일의 정치인이다.
민족사회주의 독일 노동자당 돌격대(SA)의 대원이었으며, 돌격대 사령관 에른스트 룀의 부관으로, 그와 동성애 관계에 있었다고 여겨지는 인물로 1934년 6월 30일 장검의 밤에 숙청되었다.